# Carnate
Carnate – miejscowość i gmina we Włoszech, w regionie Lombardia, w prowincji Monza i Brianza.
Według danych na rok 2004 gminę zamieszkiwały 7303 osoby, 2434,3 os./km².

## Miasta partnerskie
- Plaisance-du-Touch